# Trinitrure de diuranium
Le trinitrure de diuranium est un composé chimique de formule U2N3. Il est étudié comme forme possible de l'uranium en tant que combustible nucléaire car les nitrures d'actinides présentent certains avantages par rapport aux oxydes, notamment une meilleure conductivité thermique, de quatre à huit fois supérieure à celle du dioxyde d'uranium UO2 à la température normale d'exploitation, ce qui permet d'atteindre des températures plus élevées tout en limitant la dégradation des propriétés intrinsèques du matériau provoquée par des surchauffes localisées. Ils offrent également une meilleure densité d'atomes fissiles, ce qui les rend intéressants pour les applications spatiales. Ils peuvent être recyclés par traitement pyrochimique, mais présentent l'inconvénient de produire du carbone 14 à partir de l'azote du trinitrure, ce qui impose au préalable d'éliminer cette impureté.
Le trinitrure d'uranium se forme par réaction de l'azote sur l'uranium à 700 K (427 °C) ainsi que par combustion de l'uranium à l'air libre — mais dans ce dernier cas, c'est le dioxyde d'uranium qui reste le produit principal.